# Dolichotis
Dolichotis es un género de roedores histricomorfos de la familia Caviidae propio de Sudamérica. Conocidas comúnmente como maras, la mayor de sus dos especies es especialmente característica en la Patagonia argentina; la otra habita en bosques chaqueños del norte argentino y el occidente del Paraguay. Es el cuarto género de roedores de mayor tamaño del mundo, después del capibara, el castor y el puercoespín, llegando a medir 45 cm de altura.

## Especies
- D. patagonum  («Mara patagónica» o «liebre criolla»)
- D. salinicola («Mara del chaco» o «conejo de los palos»)

## Características físicas
Tienen cuerpos robustos, llegando a pesar en la edad adulta unos 16 kg, aunque lo habitual es entre 6 y 10 kg. La mayoría tienen el cuerpo y la cabeza de color marrón, con la grupa negra y una franja blanca alrededor de la base y el vientre. Poseen tres dígitos con garras afiladas en las patas traseras y cuatro en las delanteras. Están adaptados a la vida en las estepas, siendo buenos corredores. D. patagonum puede alcanzar velocidades de hasta 29 km/h. Su marcha al galope se da saltando sobre sus cuatro patas, de manera similar al conejo; por lo que a veces es llamada «liebre patagónica». Pudiendo saltar hasta 1,8 m.
Se emparejan de por vida, pudiendo tener de uno a tres crías por año. Las crías nacen bien desarrolladas, pudiendo comenzar a ingerir alimentos sólidos a las 24 horas de nacidos. Viven en colonias con jerarquías diferenciadas, teniendo complejos sistemas sociales y de comunicación vocal. Utilizan un sistema de guarderías, en donde una sola pareja de adultos mantiene la vigilancia sobre las crías de todo el clan. Si detectan peligro, los individuos jóvenes se ocultan en una madriguera mientras los adultos se dejan perseguir por el depredador.

## Interacción con los humanos
Las maras patagónicas son mantenidas a menudo en zoológicos o como animales de compañía. Pueden ser muy sociales con los seres humanos si se crían con ellos desde una edad temprana, aunque evitan el contacto en el medio silvestre, llegando incluso a cambiar sus hábitos diurnos por nocturnos simplemente para evitar la interacción social.